# 蔣介石の死
本項目では、中華民国初代総統兼中国国民党初代総裁である蔣介石の死（しょうかいせきのし、繁: 蔣中正之死）について記述する。1975年（民国64年）4月5日23時50分、台北市士林区の士林官邸にて、蔣介石は心臓発作のため87歳で死亡した。

## 背景

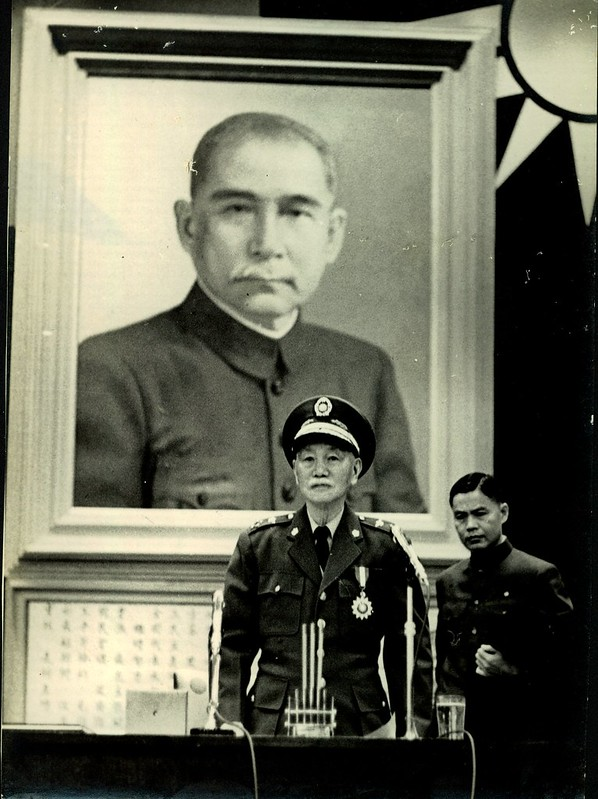
中山楼にて第5期総統就任演説を行う蔣介石（1972年5月20日）

1969年（民国58年）9月16日、蔣介石・宋美齢夫妻を乗せた車列が台北郊外の陽明山にある別荘「草山行館」に向かって走行しており、対向車線には路線バスが停車していた。すると、会議を終えて山を下りてきた軍用車が、バスを追い越すために対向車線へはみ出た。夫妻一行の先導車の運転手は急ブレーキをかけたものの、夫妻を乗せていた後続車の運転手は誤ってアクセルを強く踏み込んだため、先導車に強く衝突した。この事故で宋美齢は足を軽く捻挫したのみで済んだが、蔣介石は胸を強打して心臓の弁を損傷した。以降、蔣介石の健康状態は悪化の一途を辿った。1970年（民国59年）、蔣介石は副総統の厳家淦に対し「あの事故は私の寿命を20年縮めた」と漏らした。
1972年（民国61年）3月、蔣介石は前立腺肥大症の手術を受けた。当初、宋美齢は蔣介石に渡米して手術を受けるよう勧めていた。蔣介石もアメリカの医師は台湾の医師より優れているとは考えていたものの、暗殺を恐れて渡米を渋り、最終的に台北栄民総医院で手術を受けることにした。
1972年7月、蔣介石は風邪をこじらせて肺炎にかかり、台北栄民総医院に入院した。1年以上に及ぶ治療の末、体調は一時的に回復し、1973年（民国62年）12月22日には士林官邸に帰宅した。退院以降、蔣介石は客人との面会を拒否するようになり、事実上の隠居生活に入った。総統としての職務は厳家淦（副総統）と蔣経国（行政院長）が代行するようになり、国政における重大な問題が起こるたびに、2人は蔣介石の元に赴いて指示を仰いだ。この頃、蔣介石は「以國家興亡為己任，置個人死生於度外（国家の興亡を自身の責任とし、個人の生死は棚に上げる）」という書を記して蔣経国に与えた。
公の場に姿を現さずに長期間にわたって入院生活を送っていたため、「蔣介石は既に死亡している」との噂が広まりつつあった。この噂を払拭するため、蔣介石・宋美齢夫妻は1973年7月23日に行われた蔣孝勇（蔣経国の三男）の結婚式に出席し、その写真を公開して自身の健在ぶりを世に知らしめた。
1974年（民国63年）8月、政府は「総統は健康状態が思わしくないため、政治活動を縮小する」と公表した。蔣介石の誕生日である10月31日、政府は「蔣総統万歳」と書かれたバッジを制作し、国民に着用させた。12月1日、蔣介石はインフルエンザに感染し、肺炎を併発した。12月27日には慢性前立腺炎と出血性膀胱炎を再発し、ますます衰弱していった。蔣介石は長期間にわたって抗生物質を服用していたが、耐性菌が増殖していったため治療は難航した。
1975年（民国64年）に入っても容体は依然として改善せず、高熱が続いた。蔣経国は毎日少なくとも3回は蔣介石を見舞いに訪れたが、蔣介石の口数は非常に少なかった。蔣経国は父の病状に心を痛め、夜も眠れないほどであった。1月9日の夜、蔣介石は睡眠中に低酸素症に陥ったものの、一命を取り留めた。
3月29日、蔣介石は総統府秘書の秦孝儀に遺嘱を口述筆記させた。

## 死去

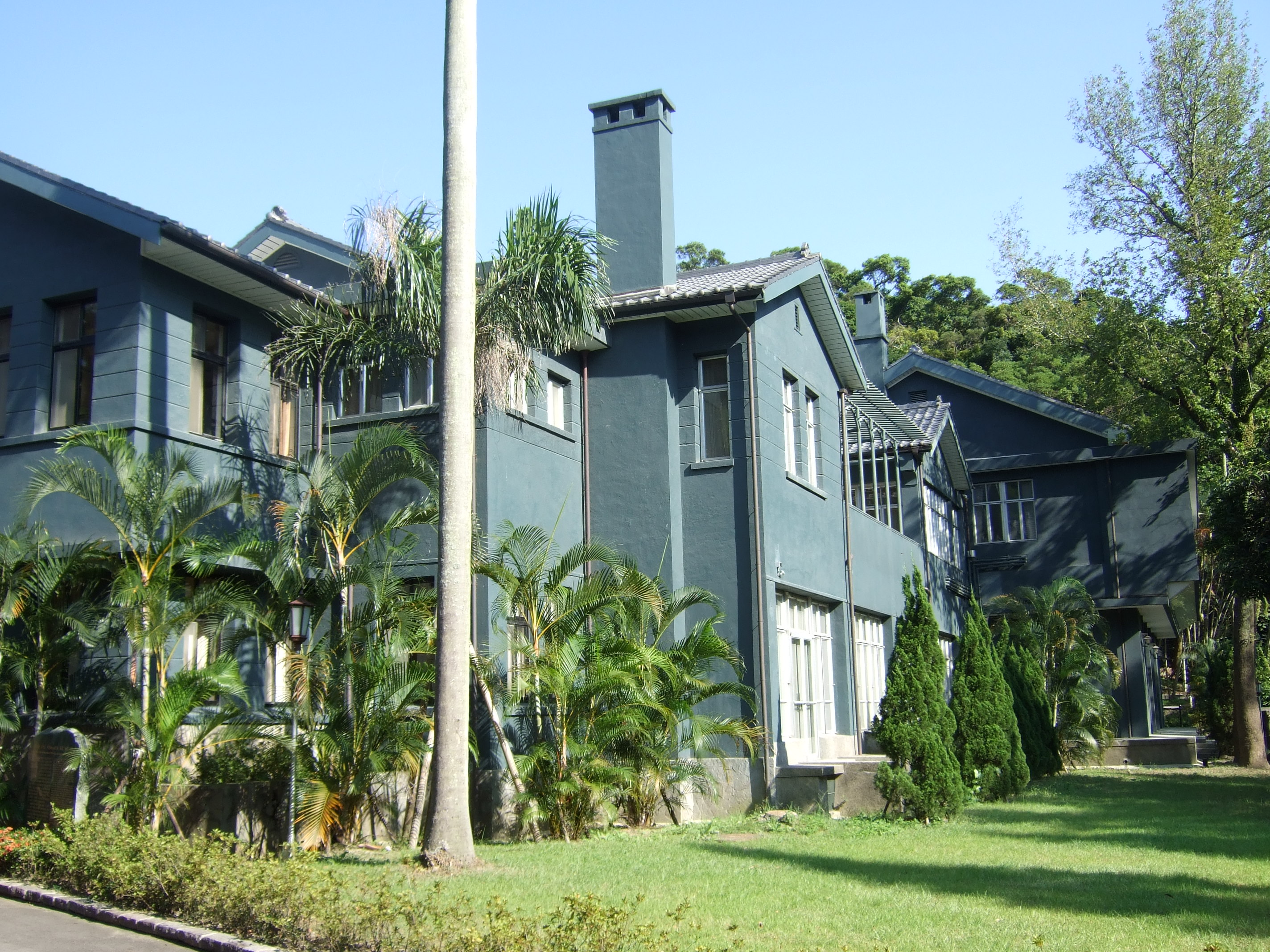
士林官邸

4月5日の午後、蔣介石は腹部に不快感を覚え、尿量も減少した。蔣介石は20時15分に就寝したが、脈が遅くなっていることに気づいた医務官が直ちに心臓マッサージと人工呼吸・薬物注射を行い、数分後に心拍数・呼吸状態ともに正常な状態に戻った。しかし数分後に再び心臓が停止し、医務官は再び前述の処置を行ったが蘇生せず、心室細動が発生した。3時間以上に及ぶ処置を経た23時30分、瞳孔は散大し、心臓の動きも戻る気配がなかった。遂に宋美齢は処置をやめるよう命じ、23時50分に医務官は蔣介石の死亡を宣告した。87歳没。宋美齢・蔣経国・蔣孝武（蔣経国の次男）・蔣孝勇が臨終に立ち会い、蔣経国はその場に泣き崩れ、宋美齢は落ち着いて静かに涙を流していた。医務官らは「総統　蔣公は春に肺炎を再発し、治療を重ねて多少は回復した。今日も蔣院長（蔣経国）と仕事の相談をしていたが、残念ながら午後10時20分に心臓発作を起こし、緊急処置を続けたが効果がなく、午後11時50分に遂に崩殂した」との報告書を残した。
この日の蔣経国の日記には「朝に寝室を訪れた時、父はすでに起床し、車椅子に座っていた。私を見ると父は微笑み、私はとても安心した。父の笑顔を見るのは久しぶりだったのだ。父とは清明節や張伯苓氏（この日が生誕100周年だった）の話をした。私が去る時、父は『ゆっくり休みなさい』と言った。この言葉を聞いた時、私の胸に突然、何とも言えない感情が込み上げてきた。あれが父から子への最後の励ましの言葉になってしまうとは。夕方、父の容態を再度確認した時も特に変わりないようだったが、気持ちがざわついた。6時に少し休憩した。8時半に父を訪ねると、父はすっかり衰弱しており、心拍も弱く、呼吸も止まり始めていた。数時間にわたる処置も効果がなかった」と記されている。

## 葬儀

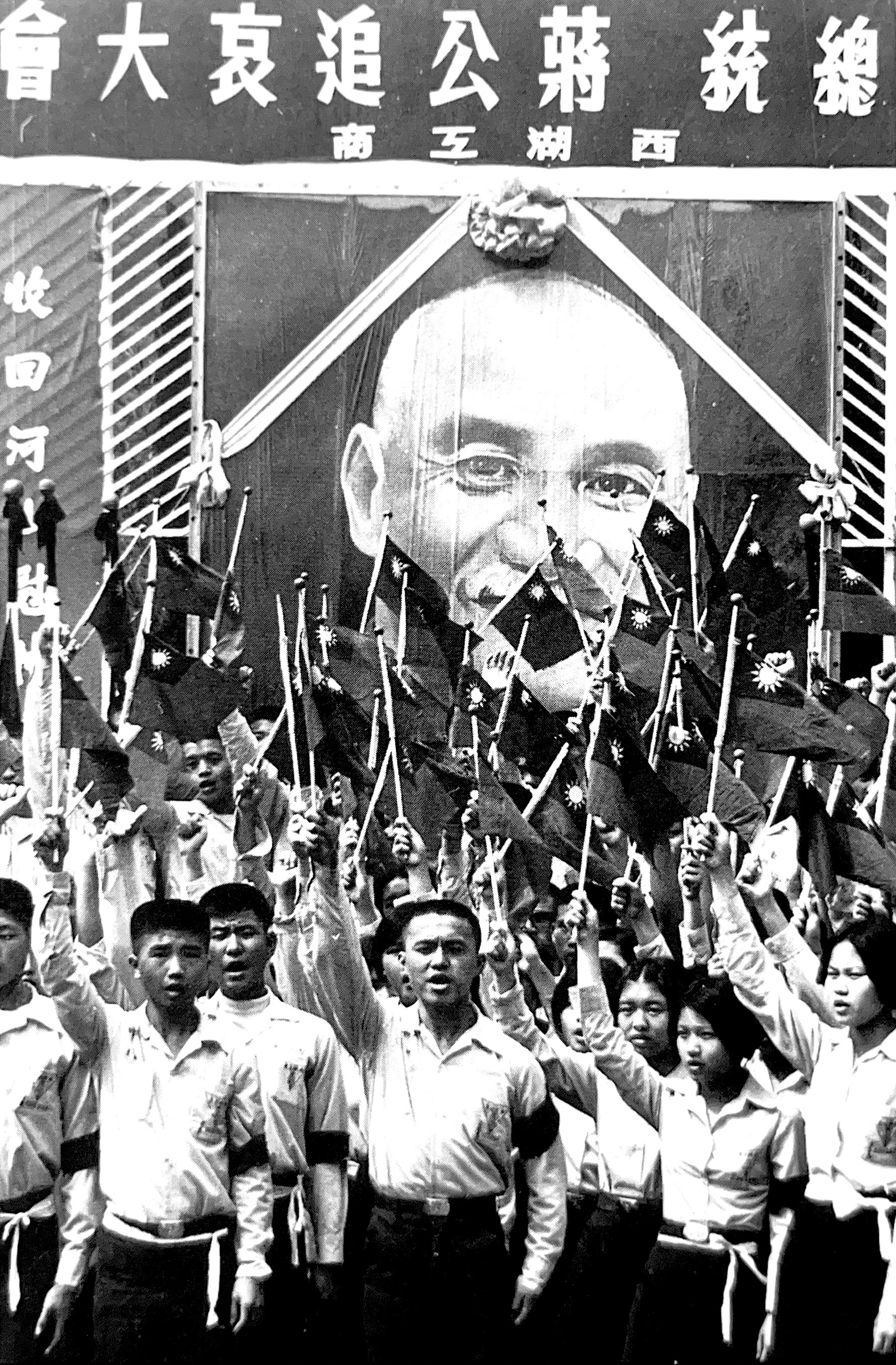
台北市の西湖商業職業学校で行われた「総統　蔣公追哀大会」

翌4月6日の午前2時、棺は台北栄民総医院に移され、祭壇が設置された。元東北軍司令で当時軟禁状態にあった張学良も弔問に訪れ、「關懷之殷，情同骨肉；政見之爭，宛若仇讎（気遣いや心配りは肉親のようだが、政見の争いでは仇敵となる）」との句を贈った。
行政院新聞局が蔣介石の死を公表すると、中国広播は3時に放送を再開し、これを報じた。中華電視は6時、正午に放送開始した台湾電視と中国電視は正午のニュースでこれを報じた。
7時、中国国民党は臨時中央常務委員会議を開き、国政問題と葬儀の準備について協議した。会議の冒頭、全員が起立して3分間の黙禱を行い、党副秘書長の秦孝儀が蔣介石の死去に関する報告を行い、続いて党秘書長の張宝樹が遺嘱を読み上げた。憲法の規定に基づいて副総統の厳家淦が総統に昇格し、11時、総統府にて就任宣誓を行った。厳家淦は総統令を発し、公務員・公共機関に対し1か月間の服喪と半旗の掲揚を命じた。各新聞社は1か月にわたってカラーでの印刷を中止し、ラジオやテレビは全ての娯楽番組を中止して蔣介石の特集番組を放送した。
4月9日、故郷（浙江省奉化）の風習に従って、蔣経国は遺体に7枚の下着と7着のズボンを着せ、その上から長袍と馬掛、勲章（采玉大勲章・青天白日勲章・国光勲章）を着用させた。11時、親族が揃って遺体に跪き、政府関係者のみによる公葬が行われた。その後、棺は車に乗せられ、天母・士林・円山・中山北路・仁愛路を周って国立国父紀念館に運ばれ、大会堂に作られた祭壇に安置された。祭壇の周りには88本の蝋燭が置かれ、中央には蔣介石の巨大な肖像と遺嘱が掲げられた。
4月10日から14日にかけて祭壇が一般公開された。国内の民衆や華僑が弔問に訪れ、国内外から合計250万人が参列したと記録されている。治喪委員会は当初、開放時間を7時から21時までとしていたが、参列者の多さを鑑みて11日には6時から24時まで、12日以降は24時間に延長された。
4月16日にはキリスト教式で奉厝大典（国葬）が挙行され、国内外から2,800人以上が参列した。厳家淦が主催者として献花など各儀礼を進行した後、棺の蓋が閉じられて国旗と党旗が覆いかぶせられた。葬儀が終わると棺は桃園県大渓鎮（現：桃園市大渓区）の慈湖賓館に運ばれ、大陸反攻の完了後に改めて正式に埋葬することとされた。

## 世界の反応

### アメリカ

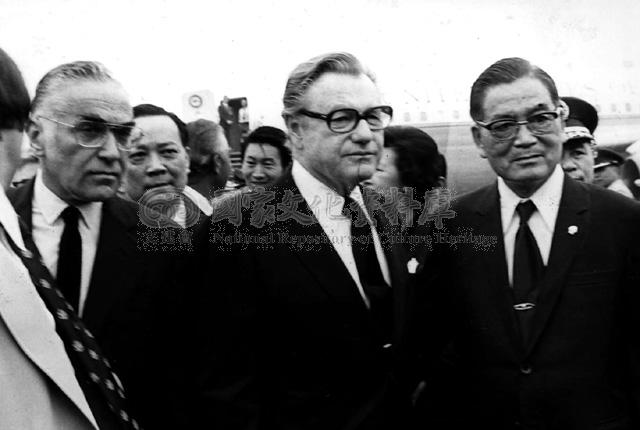
特使として弔問に訪れたネルソン・ロックフェラー副大統領（4月15日）

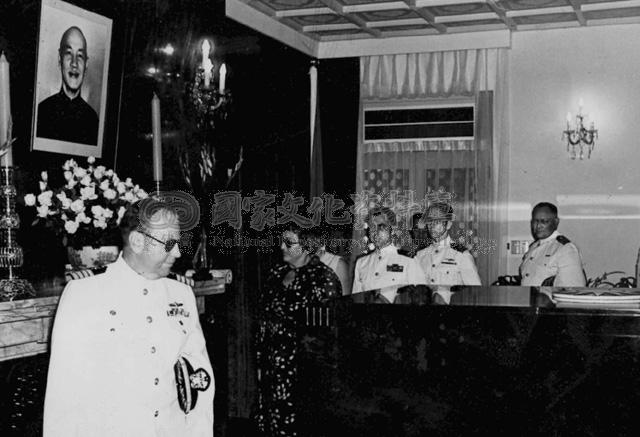
慈湖陵寝を訪れる在華米軍司令部の代表団（4月16日）

アメリカ大統領のジェラルド・フォードは「蔣総統は誠実さと大いなる勇気、そして深い政治的信念を持った人物であった。 彼は第二次世界大戦の主要同盟国の指導者の中で最後に亡くなった人物であり、その気高さと彼が信じた主義への献身は、あらゆる職業、あらゆる地域の人々の記憶に残るだろう」と述べた。4月12日、ホワイトハウスは「フォード大統領は本日、ロックフェラー副大統領を9名からなる米国代表団の団長に指名した。代表団は4月13日に出発し、4月16日の国葬に出席する予定である」との声明を発表した。4月15日、代表団を率いて訪台したネルソン・ロックフェラー副大統領は「アメリカ国民は蔣総統の決断力、勇気、愛国心、そして戦時中の連合国の戦友としての貢献を長く記憶に留めるだろう」との声明を文書で発表した。
前大統領のリチャード・ニクソンは4月6日に声明を発表し、「蔣総統は戦時中のアメリカにとって偉大な盟友であり、勇敢な指導者であった。1953年に初めて会って以来、私は蔣総統を政治家としても友人としても尊敬するようになった。私は、蔣総統が賢明で勇敢な人物であり、自身の信念を堅く守っていることを知ったのだ」と述べた。
戦時中に蔣介石の参謀長を務めたアルバート・ウェデマイヤーは「蔣総統の死去により、我々自由世界は類まれな勇気を持った指導者を失った。彼は常に友人と信念に忠実な偉人だった」と述べた。彼は4月16日にワシントン大聖堂で行われた追悼式にて「蔣総統 自由の守護者」と題した、以下の弔辞を述べた。「蔣総統は8歳の時に父親を亡くし、女手一つで育てられた。彼は『私はあなたが祖国を忠実に愛し、先祖の名誉を守ることを祈るのみだ』という母の言葉をよく振り返っていた。母のおかげで彼の強固な道徳観念・責任感・困難に粘り強く対処する能力が育まれた。（中略）カイロ会談の終わりに、ルーズベルト大統領が蔣委員長を『現在と未来の問題を深く理解しており、大いなる勇気と先見の明を持った人物だ』と称賛したのを聞いた。（中略）蔣総統は、人類の自由が現代国家を築く礎石であることを理解していた。そして、国際関係という大きな領域においても、自由があれば戦争の危険はなく、平和を実現することが可能であると理解していた。彼はかつてこう書いている。『もし私が死ぬまで独裁者であったなら、全ての独裁者がそうであったように、私も当然忘れ去られてゆくだろう。しかしその一方で、もし私が民主政府のための真の安定の礎を築くことができたとすれば、私は全ての中国人の心の中で永遠に生き続けるだろう』彼が台湾に自由の礎を築き、後世の人々がその礎を拠り所とするのは明らかだ」

### 日本
当時、日本は3年前に中華民国との国交を断絶したばかりであった。
4月6日、元首相の岸信介は「我々は偉大な人物を失った。戦後に我々が置かれていた境遇について考える時、蔣氏が日本の為にしてくれたことを忘れることはできない。日本軍が中国に戦乱の嵐を巻き起こしたにもかかわらず、彼は誰も戦犯扱いすることなく、日本軍人らを祖国に送還するのに協力してくれた。ソ連による日本分割に反対し、天皇制の維持にも尽力してくれた。彼は戦後日本の混乱に手を差し伸べ、日本再興の礎を築いたのだ」と評した。岸の弟で同じく元首相の佐藤栄作は「日本は、第二次世界大戦後の蔣総統の日本に対する大きな恩義を決して忘れないだろう。第二次世界大戦後の蔣総統の日本に対する恩義は、日本人にとって最も忘れ難いことの1つである」と述べた。
内閣官房長官の井出一太郎は「非公式」の談話として以下のように述べた。「激動の時代の中で日本国民に親しまれた人。彼は現代中国の歴史に名を刻む人であり、きっと人々の記憶に残るであろう。蔣総統の『以徳報怨』政策は日本の戦後復興と再生を加速させた。蔣総統の死は日本国民にとって青天の霹靂のような出来事であり、良心を持つ全ての日本人が深い悲しみを覚えた」
現任首相の三木武夫も「自由民主党総裁」の名義で蔣経国に弔電を打った。4月7日には佐藤栄作を「自民党総裁代理」として台湾に派遣することを決定した。この決定は中国大陸（中華人民共和国）から強い非難を浴びた。中華人民共和国政府は日本のどっち付かずな姿勢に強く反発し、「日中平和友好条約が交渉・調印されようとしている今、日本政府の動きは今後の日中友好関係に悪影響を及ぼすだろう」と批判した。この批判を受けて三木は佐藤を「友人代表」として派遣した。また、岸信介や石原慎太郎も私人として国葬に参列した。
国葬が挙行された4月16日、東京の文京公会堂で蔣介石の追悼会が行われ、在日中国人など約1,500人が参列した。
蔣介石の死は日本中の新聞の1面に大きく掲載された。朝日新聞の社説は「蔣介石氏は近代中国の英雄である。蔣氏の栄光が頂点に達したのは対日抗戦を勝利に導いた時である。さらに、蔣氏の『以徳報怨』政策のおかげで、200万人の日本軍が祖国に帰ることができたのだ。日本国民には決して忘れることのできないことである」と述べた。読売新聞やサンケイ新聞は「蔣経国時代」も日台関係に大きな変化は無いだろうと予想した。日本経済新聞は「蔣氏の死によって反攻の象徴が消滅した今こそ、国共対立を解決させる好機だ」と述べた。

### 大韓民国
4月6日、大韓民国大統領の朴正煕は特別談話を発表し、「蔣総統は第二次大戦における連合国の勝利に大きく貢献したのみならず、韓国の独立運動も積極的に支援していた。さらに、大戦後の世界平和と秩序の基礎作りにも多大な功績を残した。彼の数え切れないほどの遺業は、韓国国民に永く記憶されるであろう」と述べた。また、弔辞の中で「私は韓国の同胞、そして蔣総統の栄誉を称える全世界の人々と共に、あらゆる苦難に耐えながらも信念を貫いた蔣総統の姿勢に敬意を表します」と述べた。朴正煕は国務総理の金鍾泌を台湾に派遣した。
4月8日、コリアタイムスは「悲劇的な植民地時代、彼が愛国者たちを援助し続けた結果、戦後に韓国人民は独立を回復することができた。中華民国政府が台湾に移ってからも、蔣総統は新たな社会情勢を作り出した。その結果、現在、自由中国の人民は経済の繁栄を享受しており、経済規模は遷台時の10倍、国民の所得は700米ドルを超えている。自由中国の人民は、今後5年以内に自国が先進国の1国となることを期待している。蔣総統が韓国史の暗黒期に独立闘士を援助し、庇護したことは、全ての韓国人民が決して忘れることのできない歴史的事実である。蔣総統の激励と庇護のおかげで、我ら愛国者は国内の植民統治者と戦うことができたのだ。1943年のカイロ宣言の規定により、蔣総統は大韓民国の独立の歴史的正当性を認めるよう世界に求めてくれた。彼の指導の下、中華民国は大韓民国との友好関係を維持している」と評した。

### 中国共産党（中華人民共和国）
4月7日、中国共産党中央委員会の機関紙である人民日報は「蒋介石死了（蔣介石が死んだ）」という見出しで、4面下部の小さなスペースに、蔣介石の死について以下のように言及した。

1975年4月6日　台北からの情報
国民党反動派の親玉であり、中国人民の公敵であった蔣介石が4月5日、台北で病死した。
国民党中央通訊社の4月6日の報道によると、蔣介石の死後、台湾人民に対する反動的支配を維持するため、蔣介石一味は偽"副総統"の厳家淦に偽"総統"の座を継承させた。
孫中山氏が指導した民主革命を1927年に裏切って以来、蔣介石は常に中国における帝国主義・封建主義・官僚資本主義の代表であり、反共・反人民・独裁・売国を貫いてきた。彼の手は中国革命人民の鮮血で汚れている。しかし、彼の血塗られた統治は歴史の歯車の進行を止めることができなかった。偉大な領袖である毛主席と中国共産党の指導の下、中国人民は長い革命武力闘争の末、遂に蔣介石一味の反動統治を打倒し、人民の新中国を建設し、中国史の新時代を切り拓いた。蔣介石は台湾に逃亡した後も、アメリカ帝国主義の庇護の下で生き延び、人民の敵であり続けた。 蔣介石一味の反動統治に台湾人民は強く反発し、多くの抗争が起こった。蔣介石の死後、輝かしい愛国的伝統を持つ台湾省人民は台湾解放と祖国統一のために一層奮闘するだろう。蔣介石一味の愛国的な軍人・政治家も情勢をよりよく認識し、台湾解放と祖国統一の実現のために積極的に貢献するだろう。中国人民は台湾を解放しなければならない！ 

## その後
1976年（民国65年）、政府は4月5日を「先総統蔣公逝世紀念日」として紀念日に定めた。2007年（民国96年）、民主進歩党の陳水扁政権は「脱権威主義化」の一環として先総統蔣公逝世紀念日と先総統蔣公誕辰紀念日（10月31日）を廃止した。
2005年（民国94年）、国防部は蔣介石・蔣経国親子を国軍示範公墓の特勲区に埋葬することを提案したが、各界の反対意見を受けて実現に至っていない。